# Scaptomyza nigripalpis
Scaptomyza nigripalpis är en tvåvingeart som beskrevs av Malloch 1924. Scaptomyza nigripalpis ingår i släktet Scaptomyza och familjen daggflugor. Inga underarter finns listade i Catalogue of Life.